# Angela Romei
Angela Romei (* 20. Februar 1997 in Monopoli) ist eine italienische Curlerin.

## Karriere
Romeis erster internationaler Wettbewerb war die European Junior Challenge 2014, das damalige Qualifikationsturnier für die Juniorenweltmeisterschaft. Als Ersatzspielerin gewann sie den Wettbewerb und nahm mit der italienischen Mannschaft auf dieser Position an der Juniorenweltmeisterschaft 2014 teil. Mit Veronica Zappone als Skip wurde sie Neunte. Im darauffolgenden Jahr war sie als Second bei der European Junior Challenge dabei und belegte den vierten Platz. Beim Nachfolgeturnier, der Junioren-B-Weltmeisterschaft 2016 spielte sie als Skip des italienischen Teams und wurde Neunte und im darauffolgenden Jahr kam sie auf den 14. Platz.
Bei den Erwachsenen spielte Romei erstmals bei der Europameisterschaft 2014 als Ersatzspielerin im Team von Veronica Zappone. Bei der Europameisterschaft 2017 gewann sie als Lead im von Diana Gaspari geleiteten Team die Bronzemedaille. Im gleichen Jahr zog sie mit dieser Mannschaft beim Qualifikationsturnier für die Olympischen Winterspiele 2018 in das Finale gegen China ein, verlor aber das Spiel gegen die Mannschaft um Wang Bingyu. Da auch das Spiel um den zweiten Qualifikationsplatz gegen das Team aus Dänemark um Denise Dupont verloren ging, verpasste sie die Teilnahme an den Spielen in Pyeongchang.